# George Kojac
George Harold Kojac (2. března 1910 New York, New York – 28. května 1996 Fairfax, Virginie) byl americký plavec, dvojnásobný olympijský vítěz a bývalý držitel světového rekordu ve dvou disciplínách.

## Kariéra
Narodil se do rodiny ukrajinských imigrantů. Plavat se naučil v newyorské řece East River. První plavecké úspěchy získal ještě na střední škole DeWitt Clinton High School. V plavání pokračoval také na Rutgers University. V roce 1928 se zúčastnil letní olympiády v Amsterdamu. Spolu se svými týmovými kolegy Austinem Clappem, Walterem Lauferem a Johnny Weissmullerem získali zlatou medaili ve štafetě 4 × 200 metrů volným způsobem a ve finále závodu vytvořili také světový rekord (9:36.2). Samostatně Kojac vyhrál další zlato v závodě 100 metrů na znak, kde vytvořil druhý světový rekord (1:08.2). Zúčastnil se také závodu na 100 metrů volným stylem, kde skončil čtvrtý.
V roce 1931 Kojac úspěšně absolvoval Rutgers University a pokračoval na Columbia Medical School. Kvůli studiím však zmeškal olympiádu v Los Angeles. V roce 1968 se George Kojac stal členem Mezinárodní plavecké síně slávy. 